# Hercule Riendeau
Pour les articles homonymes, voir Riendeau.
Hercule Riendeau (4 août 1899 à Saint-Rémi dans la province de Québec - 12 avril 1963 à Lachine dans la province de Québec) était un agriculteur, commerçant d'engrais chimiques et personnalité politique québécoise.
Il a été député de l'Union nationale dans Napierville-Laprairie de 1944 à 1962.

## Biographie
Hercule Riendeau est le fils d'Odina Riendeau, cultivateur, et de Clara Pagé.
Il a étudié au Collège commercial des Clercs de Saint-Viateur à Saint-Rémi.
En 1919, il a épousé Marie-Rose Lefrançois.
Il a été cultivateur à Saint-Rémi et commerçant d'engrais chimiques de 1923 à 1940. Il fut aussi secrétaire de l'Union catholique des cultivateurs et président régional de cet organisme de 1931 à 1940. Il a été membre des Chevaliers de Colomb et du Club Renaissance de Québec.
Il a été conseiller municipal de Saint-Rémi en 1933 et en 1934, puis maire de 1941 à 1960.
Il a été candidat de l'Action libérale nationale dans Napierville-Laprairie en 1935, mais il a été défait.
Il a été député de l'Union nationale dans Napierville-Laprairie de 1944 à 1962 (élu en 1944, réélu en 1948, 1952, 1956 et 1960, défait en 1062).
Il a été adjoint parlementaire au ministre de l'Industrie et du Commerce du 8 janvier au 6 juillet 1960.
Il a été inhumé dans le cimetière de Saint-Rémi, le 16 avril 1963.